# 외사천 (울산)
외사천은 울산광역시 울주군 범서읍 서사리의 문곡지저수지에서 발원하여 남서류하다가 정민농장 부근에서 척과천의 지류인 서사천으로 흘러드는 강이다. 서사리골짜기 바깥쪽에 있는 마을이라 하여 붙인 이름이다.